# Orust
La isla de Orust es una isla costera de Suecia situada frente a la costa del Kattegat, en el condado Bohuslän, en Västra Götaland. Es la tercera isla por tamaño de Suecia, precedida por Gotland y Öland. Su costa está recortada por múltiples fiordos pequeños, tanto hacia tierra firme como hacia el sur, donde limita con la isla de Tjörn.